# Sint-Elisabeth (Kortrijk)
Sint-Elisabeth of de Sint-Elisabethwijk is een wijk in de Belgische stad Kortrijk. De buurt bevindt zich ten zuidoosten van de historische binnenstad.

## Geschiedenis
De Sint-Elisabethwijk werd hoofdzakelijk ontwikkeld kort na de Tweede Wereldoorlog. De plannen hiervoor dateren echter reeds van de eerste helft van de 20e eeuw. 
De wijk is opgebouw rondom de neoromaanse Sint-Elisabethkerk en bestaat grotendeels uit aaneengesloten bel-etagewoningen.
De buurt is een van de belangrijkste 20e-eeuwse stadsuitbreidingen van Kortrijk. 

## Verkeer en vervoer
De wijk is met de binnenstad verbonden via de stadsbuslijn 2 en de stadslijn 9.